# Широка Балка (Одеський район)
Широка Ба́лка (раніше Костянтинівка, Карло-Давидова, Шелленберґ, Шелемберґа, Фриденсталь, до 07.09.1946 Карлсталь) — село Біляївської міської громади у Одеському районі Одеської області України. Населення становить 731 осіб.

## Політика

### Парламентські вибори, 2019
На позачергових парламентських виборах 2019 року у селі функціонувала окрема виборча дільниця № 510279, розташована у приміщенні клубу.
Результати
- зареєстрований 601 виборець, явка 45,26%, найбільше голосів віддано за «Слугу народу» — 66,67%, за «Опозиційну платформу — За життя» — 13,86%, за Всеукраїнське об'єднання «Батьківщина» — 3,37%.[2] В одномандатному окрузі найбільше голосів отримав Сергій Колебошин (Слуга народу) — 44,62%, за Василя Гуляєва (самовисування) — 13,55%, за Романа Зелінського (самовисування) — 12,75%[3].

## Населення
Згідно з переписом 1989 року населення села становило 829 осіб, з яких 402 чоловіки та 427 жінок.
За переписом населення 2001 року в селі мешкало 728 осіб.

### Мова
Розподіл населення за рідною мовою за даними перепису 2001 року:
| Мова       | Відсоток |
| ---------- | -------- |
| українська | 93,16 %  |
| російська  | 4,92 %   |
| румунська  | 1,09 %   |
| вірменська | 0,14 %   |